# EC 1.6.1
La EC 1.6.1 è una sotto-sottoclasse della classificazione EC relativa agli enzimi. Si tratta di una sottoclasse delle ossidoreduttasi che include enzimi che utilizzano NADH o NADPH come donatori di elettroni ed NAD+ o NADP+ come accettore. 

## Enzimi appartenenti alla sotto-sottoclasse
| numero EC  | nome accettato                         |
| ---------- | -------------------------------------- |
| EC 1.6.1.1 | NAD(P)+ transidrogenasi (B-specifica)  |
| EC 1.6.1.2 | NAD(P)+ transidrogenasi (AB-specifica) |